# Альбрехт Майсснер
Альбрехт Франц Вільгельм Густав Майсснер (нім. Albrecht Franz Wilhelm Gustav Meißner; 14 жовтня 1883, Берлін — 21 липня 1962, Мюнхен) — німецький офіцер, контрадмірал крігсмаріне.

## Біографія
Син прусського генерал-майора Густава Майсснера (1846–1929) і його дружини Софі, уродженої Альбрехт (1859). 10 квітня 1901 року вступив в кайзерліхмаріне. Учасник Першої світової війни, 2-й офіцер артилерії на лінкорі «Лотарингія» до березня 1916 року. З березня 1916 року — 3-й потім 2-й офіцер артилерії, а з 12 грудня 1918 по 21 червня 1919 року — командир великого лінкора «Баварія».
Після демобілізації армії залишений в рейхсмаріне. З січня по 28 лютого 1922 року — командир лінкора «Брауншвейг», з 28 вересня 1927 року — легкого крейсера «Амазон», з 11 жовтня 1929 року — військово-морського училища в Мюрвіку. 30 вересня 1932 року вийшов у відставку. Згодом очолив військовий відділ фірми Carl Zeiss в Берліні. 1 січня 1939 року переданий в розпорядження крігсмаріне, але не отримав призначення. 31 травня 1943 року остаточно звільнений у відставку.

## Сім'я
15 лютого 1923 року одружився з Ельфрідою Вільгельміною Юбеманн. В шлюбі народились 3 дітей. В 1944 році пара розлучилася.
В листопаді 1944 року одружився з Зігрід Люц.

## Нагороди
- Залізний хрест 2-го і 1-го класу
- Галліполійська зірка (Османська імперія)
- Хрест «За вислугу років» (Пруссія)
- Почесний хрест ветерана війни з мечами